# Асакинський район

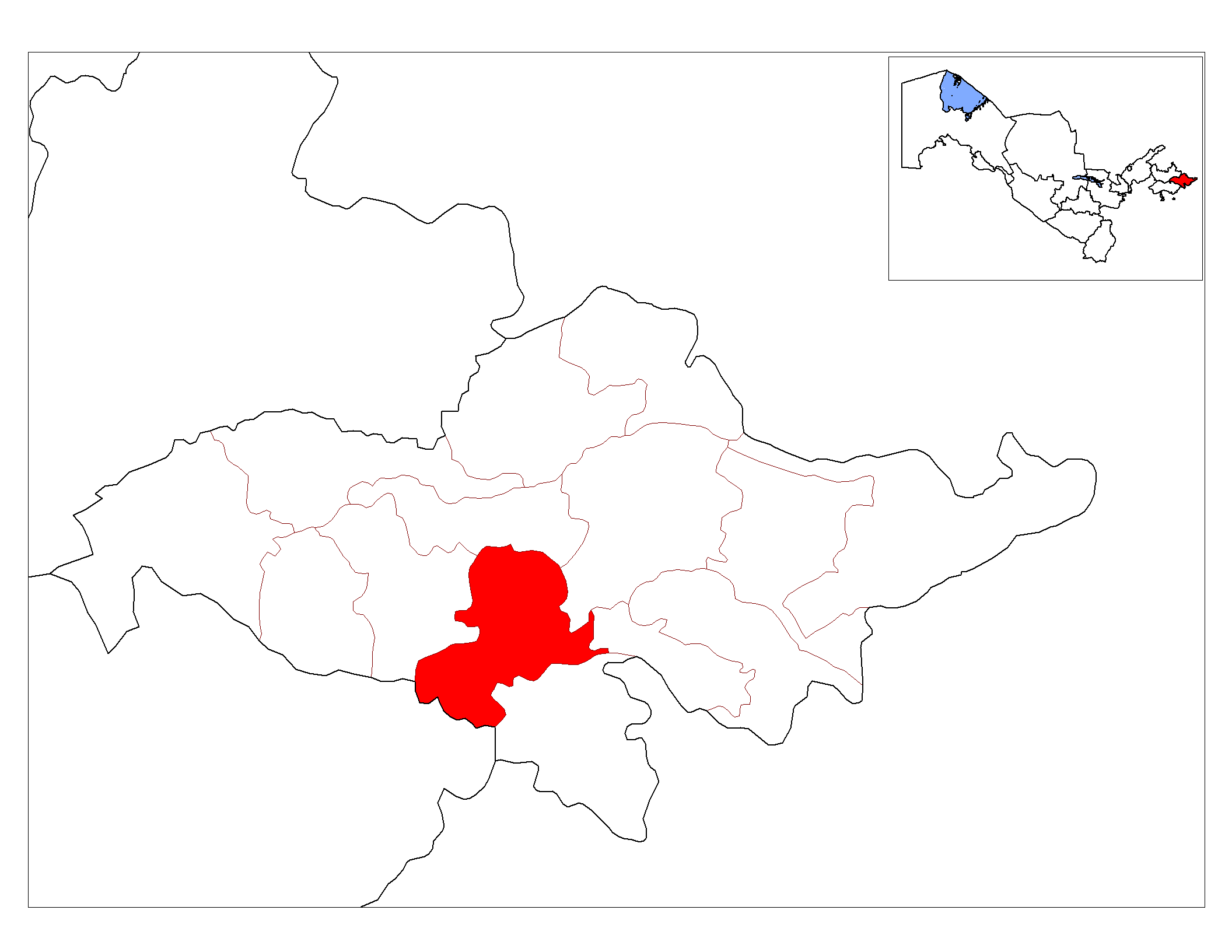
Розташування району на карті області

Асаки́нський район (узб. Асака тумани, Asaka tumani) — один з 14 районів Андижанської області Узбекистану. Розташований в центральній її частині.
Утворений 29 вересня 1926 року як Ленінський район, у період з 24 грудня 1962 по 7 грудня 1970 року був об'єднаний з Мархаматським районом. 9 квітня 1992 року перейменований на Асакинський. 4 грудня 2010 року місто Асака включене до території району.
Площа району становить 268,81 км².
Населення становить 191,5 тис. осіб. Більшу частину складають узбеки. Проживають також таджики, росіяни, татари, киргизи, уйгури та інші народи. Густота населення становить 704 особи/км².
Адміністративний центр — місто Асака.

## Природа
Рельєф району складається з рівнин, пагорбів, височин та відносно високих адирів. На північному сході розташовані адири та височини Андижан та Асака.
Клімат континентальний. Середні температури липня +26,1 °C, січня — −2,9 °C. Вегетаційний період становить 220 днів. За рік випадає в середньому до 180–190 мм опадів.
На півночі і північному сході району протікають Великий Ферганський канал та канал Шахрихансай, на півдні — протікають річки Акбура та Аравансай. У районі є скид Асака та зрошувальна система Абіхаят.
Ґрунти в основному сіроземи, які зрошуються та обробляються.
На цілинних ділянках зростають полин, лутига та інші рослини. Серед тварин поширені лисиця, вовк, шакал, заєць.

## Адміністративний поділ
Станом на 1 січня 2011 року до складу району входили 1 місто (Асака), 4 міських селища та 8 сільських сходів громадян.
Міські селища:
- Акбуйра
- Кужґан
- Навкан
- Т.Алієв

Сільські сходи громадян:
- Зарбдар
- Ілгар
- Кадим
- Каратепа
- Кужґан
- Мустахкам
- Ніязбатир
- Узбекистан